# Radicaal 33
Van de in totaal 214 Kangxi-radicalen heeft radicaal 33 de betekenis leerling en vrijgezel. Het is een van de eenendertig radicalen die bestaat uit drie strepen.
In het Kangxi-woordenboek zijn er 24 karakters die dit radicaal gebruiken.

## Karakters met het radicaal 33

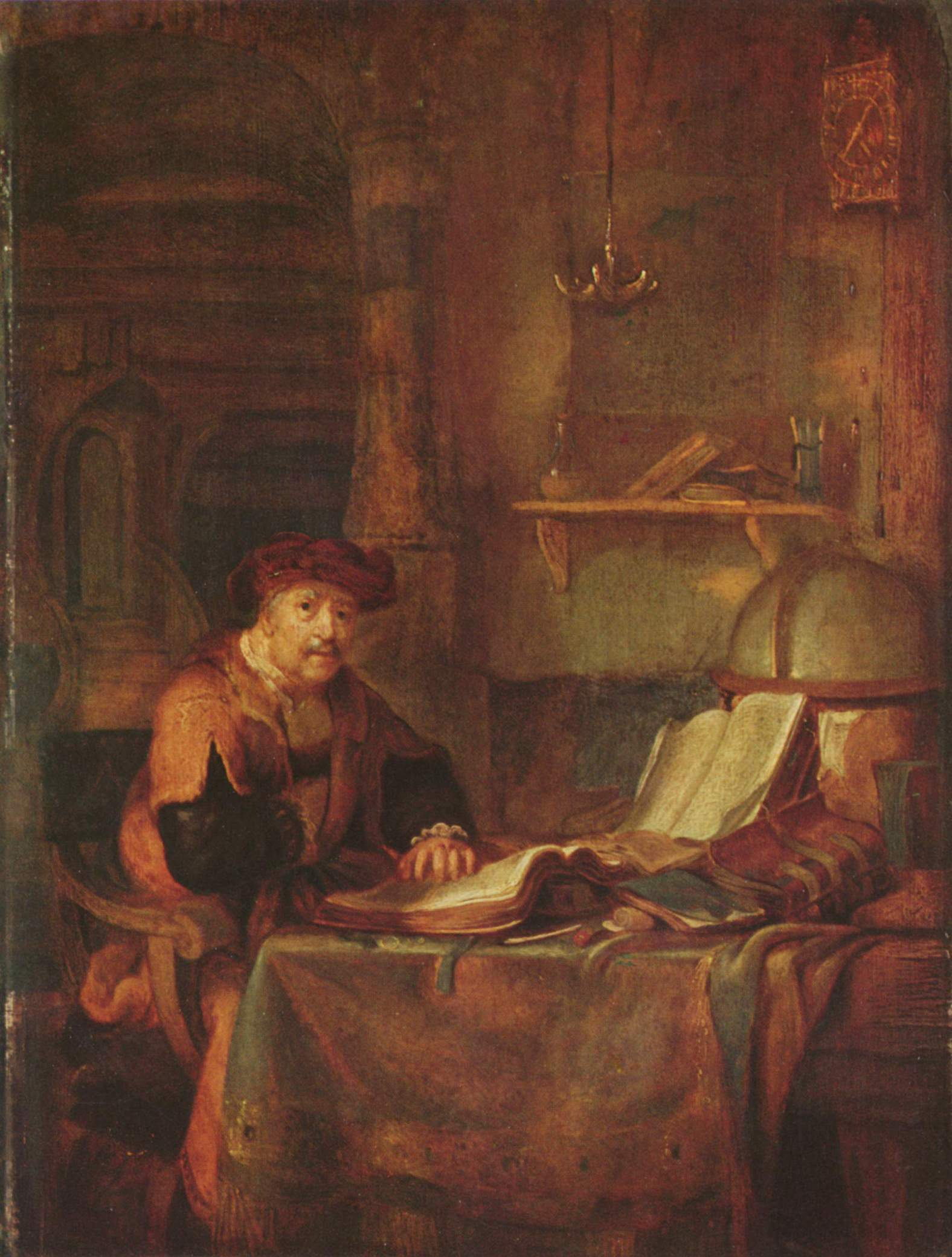
Leerling met zijn boeken, door Gerbrand van den Eeckhout.

| Strepen | Karakter    |
| ------- | ----------- |
| + 0     | 士          |
| + 1     | 壬          |
| + 2     | 壭          |
| + 3     | 壮          |
| + 4     | 壯 声 壱 売 |
| + 5     | 壳          |
| + 6     | 壴 壵       |
| + 7     | 壶          |
| + 8     | 壷 壸       |
| + 9     | 壹 壺 壻    |
| + 10    | 壼          |
| + 11    | 壽          |
| + 12    | 壾 壿 夀    |
| + 13    | 夁          |

Orakelbotkarakter
Bronskarakter
Groot zegelkarakter
Klein zegelkarakter